# Birgitte Kofod Olsen
Birgitte Kofod Olsen (født 4. august 1965 i København) er uddannet jurist og har været aktiv indenfor debatten om privatliv og beskyttelse af persondata i Danmark. Hun har siden 2014 været partner i og medejer af Carve Consulting. Hun er uddannet jurist fra Københavns Universitet, hvorfor hun også har en ph.d.
Birgitte Kofod Olsen har tidligere været CSR-chef i Tryg og bestyrelsesleder i Rådet for Digital Sikkerhed. Hendes særlige ekspertise indenfor privacy og persondatabeskyttelse, samt erfaring med at arbejde med CSR i teori og praksis gennem mere end 20 år, gør hende til en ofte anvendt ekspert i Danmark. Gennem de seneste års debat om databeskyttelse og sikker datahåndtering har hun præget den offentlige debat, og hun blev udnævnt som den første formand for Rådet for Digital Sikkerhed og var med til at stifte tænkehandletanken DataEthics.

## Uddannelse
Hun blev cand.jur. fra Københavns Universitet i 1991 og ph.d. sammesteds i 1998.

## Udgivelser
Birgitte Kofod Olsen har bl.a. redigeret og skrevet: 
- EKSPONERET - grænser for privatliv i en digital tid, Gad, 2018
- Kom i mål med SDG-erne" i Klimaledelse, red. af Eva Born Rasmussen, Forlaget Andersen, 2018
- "Retten til respekt for privatliv" i Eva Ersbøl, red. EU's Charter, Djøf 2016
- "Handicappede menneskers rettigheder", i Menneskerettigheder i Socialt Arbejd, red. af Nell Rasmussen, Nyt juridisk forlag, 2013
- "Mobility management" i Klimaledelse, red. af Eva Born Rasmussen, Forlaget Andersen, 2013
- "Strategisk CSR – dynamisk og robust forretningsudvikling", i Mette Reissmann, red., Social Ansvarlighed, Forlaget Andersen, 2010
- Handicappede personers retlige handleevne, EU-ret og Menneskeret, nr. 4, 2009
- "Kan en handicappet person ikke være lægdommer?", i Danmarks Domstole, nr. 46, 2009
- "Et pluralistisk Europa – overvejelser om en retfærdig og bæredygtig strategi", i Denne verden fortjener at blive forandret: Hyldest til Isi Foighel, red. af Stephanie Lagoutte et al, Djøf, 2007
- "Coordination of the work of NHRI’s – From liaison to joint achievement", sammen med Anne-Marie Garrido, i Implementing Human Rights – Essays in Honour of Morten Kjærum, red. Rikke Frank Jørgensen og Klaus *Slavensky, Institut for Menneskerettigheder, 2007
- "Den handlede kvinde – sexslave eller illegal migrant?", sammen med Pia Deuleran, i Visuelle dialoger, 3, Djøf, 2007 og "Handlede mennesker som rettighedshavere", i EU-ret og Mennskeret, Nr. 6, Djøf, 2007
- Fra International ret til dansk ret, i Den ny Verden, DIIS, 2007
- Ansvarlig redaktør på Institut for Menneskerettigheders udredningsserie, udredning nr. 1-7, 2003-09
- "Ensuring Minority Rights in a pluralistic and “Liquid” Information Society", i "Global Human Rights in the Information Society", red. af Rikke Frank Jørgensen, MIT Press, USA, 2006
- "EU’s Charter om grundlæggende rettigheder, i Quo Vadis? EU efter forfatningstraktaten, Den nye verden",i "Tidsskrift for internationale studier", sammen med Christoffer Badse, DIIS, København, 2006
- § 70 i Henrik Zahle, Grundloven – kommenteret, DJØF, København, red. 2006
- "At se tilbage og frem: har vi behov for privatlivsbeskyttelse?", i "Privatlivsbeskyttelse i IT-samfundet", red. sammen med Rikke Frank Jørgensen, Forlaget Thomson, København, 2005
- Ph.d.-afhandlingen "Identifikationsteknologi og individbeskyttelse - en øvelse i juridisk teknologivurdering", Djøf, 1998

## Udmærkelser
- Kraks Blå Bog, 2013.
- Årets Erhvervskvinde, 2012